# Ma che ci faccio qui (singolo)
Ma che ci faccio qui è un singolo dei cantanti italiani Mina e Adriano Celentano pubblicato il 24 marzo 2017 come terzo estratto promozionale dall'album "Le migliori".

## La canzone
Scritta e prodotta da Pietro Paletti, la canzone è un mix di suoni latini, tra reggae e rumba finale. Alterna pezzi cantati e parlati. Il testo tratta di una discussione coniugale in atto, causata da un possibile tradimento.

## Video musicale
Il videoclip, diretto da Gaetano Morbioli, è stato pubblicato su Youtube il 1º aprile 2017, raggiungendo 5,3 milioni di visualizzazioni. Ha come sfondo una città del Nord America e mostra le scene di due ragazzi, vestiti in stile indios, che discutono e si rincorrono.

## Tracce
- Download digitale

1. "Ma che ci faccio qui" – 4:01

## Formazione
- Mina - voce[4]
- Adriano Celentano - voce, missaggio
- Pietro Paletti - composizione, produzione
- Mattia Tedesco - chitarra acustica, chitarra elettrica
- Celso Valli - arrangiamento basso, tastiere, direzione
- Gabriele Bolognesi - sassofono baritono, sassofono tenore
- Aldo Betto - chitarra elettrica
- Pino Pischetola - missaggio
- Tommy Ruggero - percussioni
- Paolo Valli - programmazione, batteria
- Marco Borsatti - registrazione
- Sandro Comini - trombone
- Davide Ghidoni - trombetta
- Giordano Mazzi - fischio, programmazione, computer, edizione